# كلية الهندسة (جامعة البصرة)
كلية الهندسة في جامعة البصرة، تأسست مطلع العام الدراسي 1964/1965، وتهدف إلى تأمين حاجة مدينة البصرة وغيرها من مناطق العراق إلى المهندسين بشكل عام والمنطقة الجنوبية بشكل خاص.
في العام الدراسي الأول تم قبول 135 طالب وطالبة، في حين أصبح عدد الطلاب المقبولين للعام الدراسي 2014/2015 (600) طالب وطالبة. كما حصلت الكلية على الموافقة لفتح قسم هندسة النفط في الشهر الخامس من عام 2008، حيث بدأت تدريس القسم في مطلع العام الدراسي لعام 2008 / 2009، بقبول 45 طالب.
مدة الدراسة في أقسام الكلية المختلفة أربع سنوات، عدا قسم الهندسة المعمارية خمس سنوات، يمنح بعدها الخريج شهادة البكالوريوس في الاختصاصات الهندسية التالية: المدنية، الميكانيكية، الكهربائية، الكيميائية، الحاسبات، العمارة، المواد، وهندسة نفط.
بدأت الدراسات العليا في الكلية اعتبارًا من العام الدراسي 1976/1977، حيث منحت شهادة الدبلوم العالي ثم الماجستير في جميع الأقسام العلمية وكان عدد الطلبة عند بدء الدراسات العليا 10 طلاب، في حين يبلغ عدد الطلاب في الوقت الحالي 192. كما بدأت بتدريس شهادة الدكتوراه منذ العام الدراسي 1992/1993 في أقسام الهندسة المدنية والكهربائية والميكانيكية. في العام الدراسي 2007/2008، بلغ عدد الطلاب الحاصلين على شهادة الدكتوراه 13 طالب.
بدأت الدراسات المسائية في الكلية منذ العام الدراسي 1998/1999 لمنح شهادة البكالريوس من قسمي الهندسة المدنية وهندسة الحاسبات، وبلغ عدد الطلاب المقبولين في الدراسات المسائية 223 طالب في العام الدراسي 1998/1999.

## أهداف الكلية
تهدف إلى تأمين حاجة البلد من المهندسين بشكل عام والمنطقة الجنوبية بشكل خاص، وإلى رفع المستوى العلمي والثقافي من خلال عمل الكلية برؤية خاصة في العمل الإداري الجامعي، والتي تتمثل بثلاثة أهرامات وهي الهرم الإداري والعلمي والهرم الخاص بخدمة المجتمع، والوصول إلى مستوى علمي متقدم من خلال:
1. تعزيز المختبرات بالأجهزة العلمية.
2. تطوير الدراسات الأولية والدراسات العليا.
3. التمهيد للوصول لشهادة الجودة 1ISO900.
4. إخضاع الطلبة لأنظمة تقويم جامعية دولية.

## روابط خارجية
- موقع الكلية